# Chilo plejadellus
Chilo plejadellus là một loài bướm đêm trong họ Crambidae.